# Cultura di Porto Rico

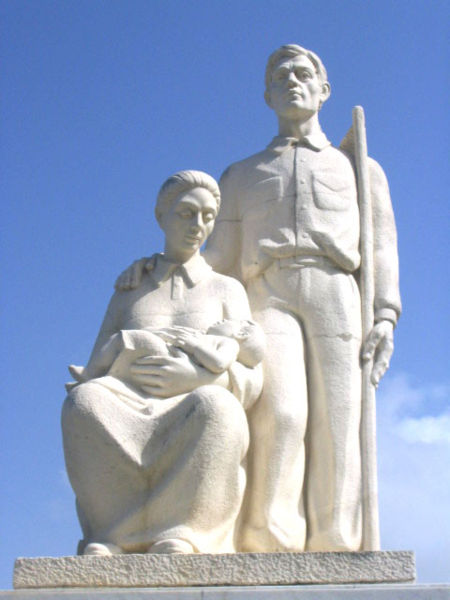
Monumento al jíbaro portoricano

La cultura di Porto Rico è il risultato dell'unione di numerose altre culture, tra cui se ne distinguono quattro principali: Taino, spagnola, africana e statunitense. Dagli amerindi Taino i portoricani hanno ereditato molti nomi di città, di alimenti e di altri oggetti; dai
coloni spagnoli hanno ereditato la lingua spagnola, la religione cattolica e la maggior parte delle loro tradizioni e dei loro valori culturali e morali; dagli schiavi africani hanno ereditato la bomba e la plena, particolari tipi di musica e di danza che includono l'utilizzo di strumenti di percussione e maracas; dagli statunitensi, infine, hanno ereditato la lingua inglese, il sistema universitario e svariate forme ibride culturali sviluppatesi tra il continente e l'isola. Il rapporto tra Stati Uniti e Porto Rico complica l'identità nazionale. I portoricani mantengono la cittadinanza statunitense, pur mantenendo una spiccata eredità portoricana. Sebbene la cultura dell'isola non sia eterogenea, Porto Rico stabilisce diverse opposizioni binarie all'interno degli Stati Uniti: identità americana contro identità portoricana, lingua inglese contro lingua spagnola, protestante contro cattolico, eredità britannica contro eredità ispanica.
I simboli nazionali ufficiali sono tre: l'uccello Reinita mora (Spindalis portoricensis), il fiore Flor de Maga (Thespesia grandiflora) e l'albero Ceiba o Kapok (Ceiba pentandra). Ma è la piccola rana arborea Coquí (Eleutherodactylus coqui) il simbolo più noto e popolare, sebbene sia un simbolo non ufficiale, così come lo è la figura del jíbaro, anch'essa molto diffusa.
Un aspetto molto conosciuto nonché invidiato della cultura portoricana è la bellezza femminile, ben rappresentata nei concorsi di Miss Mondo, con una vittoria nel 1975, e soprattutto di Miss Universo, con ben cinque vittorie nel 1970, 1985, 1993, 2001 e 2006.
Da ricordare il tenore Antonio Paoli (1871-1946), conosciuto come "il re dei tenori" ai suoi tempi e il primo portoricano a raggiungere la fama internazionale nelle arti. e per il cinema l'attore Benicio del Toro.

## Festività nazionali
| data                    | nome italiano                                         | nome spagnolo                                    |
| ----------------------- | ----------------------------------------------------- | ------------------------------------------------ |
| 1º gennaio              | Capodanno                                             | Año Nuevo                                        |
| 6 gennaio               | Epifania                                              | Día de los Reyes Magos                           |
| 2º lunedì di gennaio    | Anniversario della nascita di Eugenio María de Hostos | Natalicio de Eugenio María de Hostos             |
| 3º lunedì di gennaio    | Anniversario della nascita di Martin Luther King      | Natalicio de Martin Luther King                  |
| 3º lunedì di febbraio   | Festa dei Presidenti                                  | Dia de los Presidentes                           |
| 22 marzo                | Abolizione della schiavitù                            | Abolición de la esclavitud                       |
| 16 aprile               | Anniversario della nascita di José de Diego           | Natalicio de José de Diego                       |
| variabile               | Venerdì Santo                                         | Viernes Santo                                    |
| 2ª domenica di maggio   | Festa della mamma                                     | Día de las Madres                                |
| ultimo lunedì di maggio | Giornata dei caduti in guerra                         | Día de la Recordación de Muertos en Guerra       |
| 3ª domenica di giugno   | Festa del papà                                        | Día de los Padres                                |
| 4 luglio                | Festa dell'indipendenza                               | Declaración de la Independencia                  |
| 17 luglio               | Anniversario della nascita di Luis Muñoz Rivera       | Natalicio de Luis Muñoz Rivera                   |
| 25 luglio               | Festa della Costituzione dello Stato libero associato | Día de la Constitución del Estado Libre Asociado |
| 27 luglio               | Anniversario della nascita di José Celso Barbosa      | Natalicio de José Celso Barbosa                  |
| 1º lunedì di settembre  | Festa del Lavoro                                      | Día del Trabajo                                  |
| 12 ottobre              | Anniversario della scoperta dell'America              | Día del Descubrimiento de América                |
| 11 novembre             | Festa dei veterani                                    | Día del Veterano                                 |
| 19 novembre             | Scoperta di Porto Rico                                | Descubrimiento de Puerto Rico                    |
| 3º giovedì di novembre  | Giorno del Ringraziamento                             | Día de Acción de Gracias                         |
| 25 dicembre             | Natale                                                | Navidad                                          |